# گوره
جزیرهٔ گوره (به فرانسوی: Île de Gorée) منطقهٔ شهری ۱۹ ام داکار در سنگال است. این جزیره ۱۸٫۲ هکتار مساحت دارد و در ۲ کیلومتری ساحل از بندر اصلی داکار قرار دارد. این منطقه مشهور به جای تجارت برده‌های اقیانوس اطلس است اما بر سر نقش آن در برده داری همچنان بحث است.
جمعیت گوره برپایهٔ سرشماری سال ۲۰۱۳، ۱۶۸۰ تن بود که چگالی جمعیتی آن ۵۸۰۲ تن در کیلومتر مربع می‌شود. این چگالی جمعیت نصف چگالی شهر داکار است. گوره کوچکترین و کم جمعیت‌ترین منطقهٔ شهری داکار است.
دیگر مراکز برده داری دیگر در سنگال در شمال در سن‌لوئی یا در جنوب در گامبیا است. این منطقه در فهرست میراث جهانی یونسکو جای دارد.
نام گوره، دگرگون شدهٔ نام خوده‌ریده در زبان هلندی است به معنی کشتی‌گاه خوب.

## خواهرخوانده
شهرهای پورتسموث، ویرجینیا و درانسی خواهرخوانده‌های گوره هستند.